# Colline di Levanto

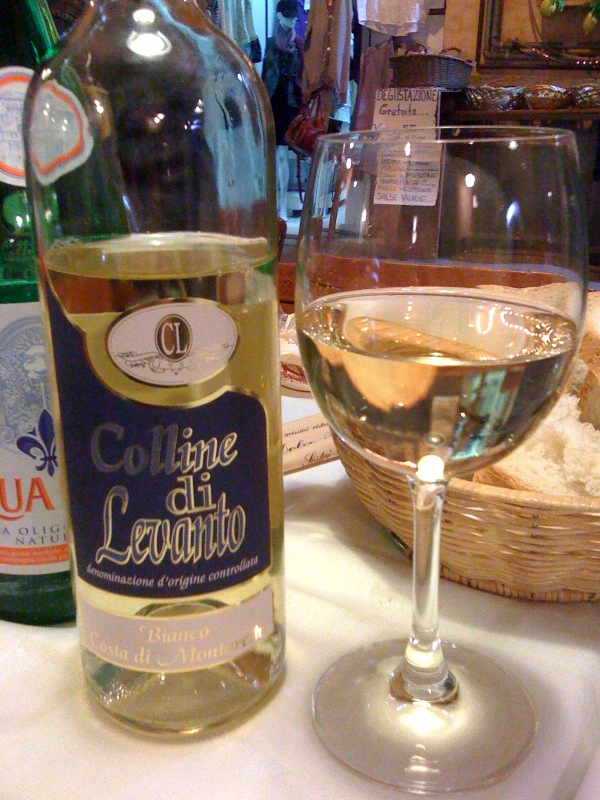
Una bottiglia di Colline di Levanto DOC

Colline di Levanto è una Denominazione di Origine Controllata che comprende vini bianchi e rossi, prodotti in provincia della Spezia.
Per i bianchi i vitigni sono gli autoctoni Bosco e Albarola di antiche origini, col tempo si è unito anche il Vermentino.
Per i rossi i vitigni sono il Sangiovese per almeno il 40% e il Ciliegiolo per almeno il 20%.
Come integrazione si possono comunque utilizzare anche altri vitigni a bacca nera dal 20% al 40%.
I bianchi si dividono poi in cru a seconda dell'esposizione della vigna al sole e della collina.

Si produce anche un ottimo passito che non è da meno dello Sciachetrà prodotto nelle Cinque Terre.

## Tipologie
- Colline di Levanto bianco
- Colline di Levanto rosso
- Colline di Levanto novello